# Dänischer Sängerverband
Der Dänische Sängerverband (Dansk Sanger-Forbund, DSF) ist der Dachverband der Männerchöre aus Dänemark. Er wurde 1925 gegründet. Er zählt mit 32 Mitgliedschören (Stand Mai 2019) zu den führenden Musik-Amateurverbänden in Dänemark.
Der DSF ist als Mitgliedsverband dem Nordischen Sängerverband angeschlossen. Verbandspräsident ist Lau Michelsen.